# Сторожев, Николай Фёдорович
Николай Фёдорович Сторожев (9 мая 1925, Ново-Николаевск — 2 мая 1999, Новосибирск) — советский и российский учёный, специалист в области судовых сцепных устройств, доктор технических наук, профессор, заслуженный деятель науки и техники, лауреат Государственной премии СССР (1979), заслуженный работник транспорта России, действительный член Академии транспорта России.

## Биография
Родился в 1925 году. В января 1943 года зачислен курсантом в Подольское военно-пехотное училище; не завершив учёбу, отправлен на фронт. Командовал отделением пулемётчиков 291-й стрелковой дивизии. В октябре 1943 года, получив тяжёлое ранение, лишился ноги, после чего долгое время находился в госпитализации.
Окончил среднюю школу (учился с 1945 по 1946 год), в 1952 году — Горьковский институт инженеров водного транспорта с отличием (специальность — «Судовождение»). Примерно год занимал должность конструктора, а потом и начальника бюро речного судостроения на предприятии «Красное Сормово».
С 1956 — кандидат наук. В этом же году устроился в Новосибирский институт инженеров водного транспорта. С 1963 по 1999 год руководил кафедрой сопротивления материалов и строительной механики. Вёл лекции «Сопротивление металлов», «Теория упругости».
Организатор научно-исследовательской лаборатории «Испытание прочности судовых конструкций». В работе принимали участие Новосибирский ЦТКБ, ЦКБ «Вымпел» Минсудпрома, Горьковский ЦКБ Министерства речного флота и технические службы различных речных пароходств.
В 1969 году за труд «Исследование условий эксплуатации автосцепов речных судов» получил степень доктора технических наук и профессорское звание.
Длительный период участвовал в заводских испытаниях автосцепов на Оби, Иртыше, Енисее, Лене, Амуре и Волге. Занимался главным образом автосцепами.
В 1970—1990-х годах председательствовал в Новосибирском отделении Общества монголо-советской дружбы.
Плдготовил 7 монографий и учебных пособий, а также свыше 120 научно-методических сочинений. Автор 18 изобретений.
Похоронен на Заельцовском кладбище Новосибирска (квартал 103).

## Основные работы
- Автосцепы речных судов. М. 1969;
- Судовые сцепные устройства. М. 1978;
- Расчёт прочности судовых стержневых систем. Новосибирск. 1985.
- Расчёт прочности судовых конструкций и механизмов (вместе с Б. Левицким). Новосибирск. 1986.[1].

## Награды
В 1975 году удостоен золотой медали ВДНХ за изготовление конструкций автосцепов УДР. В 1979 году с коллективом специалистов награждён Государственной премией СССР.
Ордена Отечественной войны 1-й и 2-й степени, Трудового Красного Знамени и Дружбы народов, семь медалей.